# 1992年バルセロナオリンピック
1992年バルセロナオリンピック（1992ねんバルセロナオリンピック）は、1992年7月25日から8月9日までの16日間、スペインのカタルーニャ自治州バルセロナで開催された夏季オリンピック。バルセロナ1992（Barcelona 1992）と呼称される。

## 概要
国際オリンピック委員会 (IOC) 会長 のフアン・アントニオ・サマランチの出身地であるスペインカタルーニャ自治州バルセロナでのオリンピック開催実現に向けて、1986年のIOC総会で開催が決まった。冷戦終結後初の夏季オリンピックとなった。
これはかつて1936年の開催予定地にバルセロナが一度立候補しながらもベルリンに敗れ、その後にスペインが1936年ベルリンオリンピックをボイコットする一方で、ベルリンオリンピックに対抗する形で同時期に人民オリンピックが計画されながらもスペイン内戦の前にそれさえも挫かれた経緯を踏まえての開催であり、当時のスタジアムをそのまま用いて開催された。なお「人民オリンピック」は、ナチス政権下のドイツで準備が進められていた1936年ベルリンオリンピックを「人種差別に満ち、五輪の理念に不適」として、バルセロナが対抗してドイツからの亡命者を含む22カ国・6000人の参加が予定されていたスポーツ大会だったが、開催が目前に迫った1936年7月にスペイン内乱が勃発したために開催されることはなかった。
バルセロナ市内のオリンピック体育館を磯崎新が設計したほか、開会式では坂本龍一がマスゲームの音楽を作曲、指揮をするなど、日本人が競技以外でも活躍した大会となった。
また、このバルセロナオリンピックよりプロ選手の出場が拡大し、競技のレベルが劇的に上がった。

## 大会開催までの経緯
バルセロナオリンピックの開催は1986年10月17日にスイスのローザンヌで開かれた第91回国際オリンピック委員会総会で決定された。
| 都市           | 国             | 1回目 | 2回目 | 3回目 |
| -------------- | -------------- | ----- | ----- | ----- |
| バルセロナ     | スペイン       | 29    | 37    | 47    |
| パリ           | フランス       | 19    | 20    | 23    |
| ブリスベン     | オーストラリア | 11    | 9     | 10    |
| ベオグラード   | ユーゴスラビア | 13    | 11    | 5     |
| バーミンガム   | イギリス       | 8     | 8     | -     |
| アムステルダム | オランダ       | 5     | -     | -     |

## 大会マスコット
大会マスコットは「コビー」。ピレネー犬をモチーフにデザインされた。作者はバレンシア出身のハビエル・マリスカル。作者によると「空想の動物」。テレビアニメ『コビーの冒険』も製作され、日本のNHKテレビでも放送されている。

## 公用語
開催にあたり大会の公用語として、カタルーニャ州の公用語であるカタルーニャ語がスペイン語と並んで採用された。開会式・閉会式の入場順はフランス語が用いられている。

## 式典

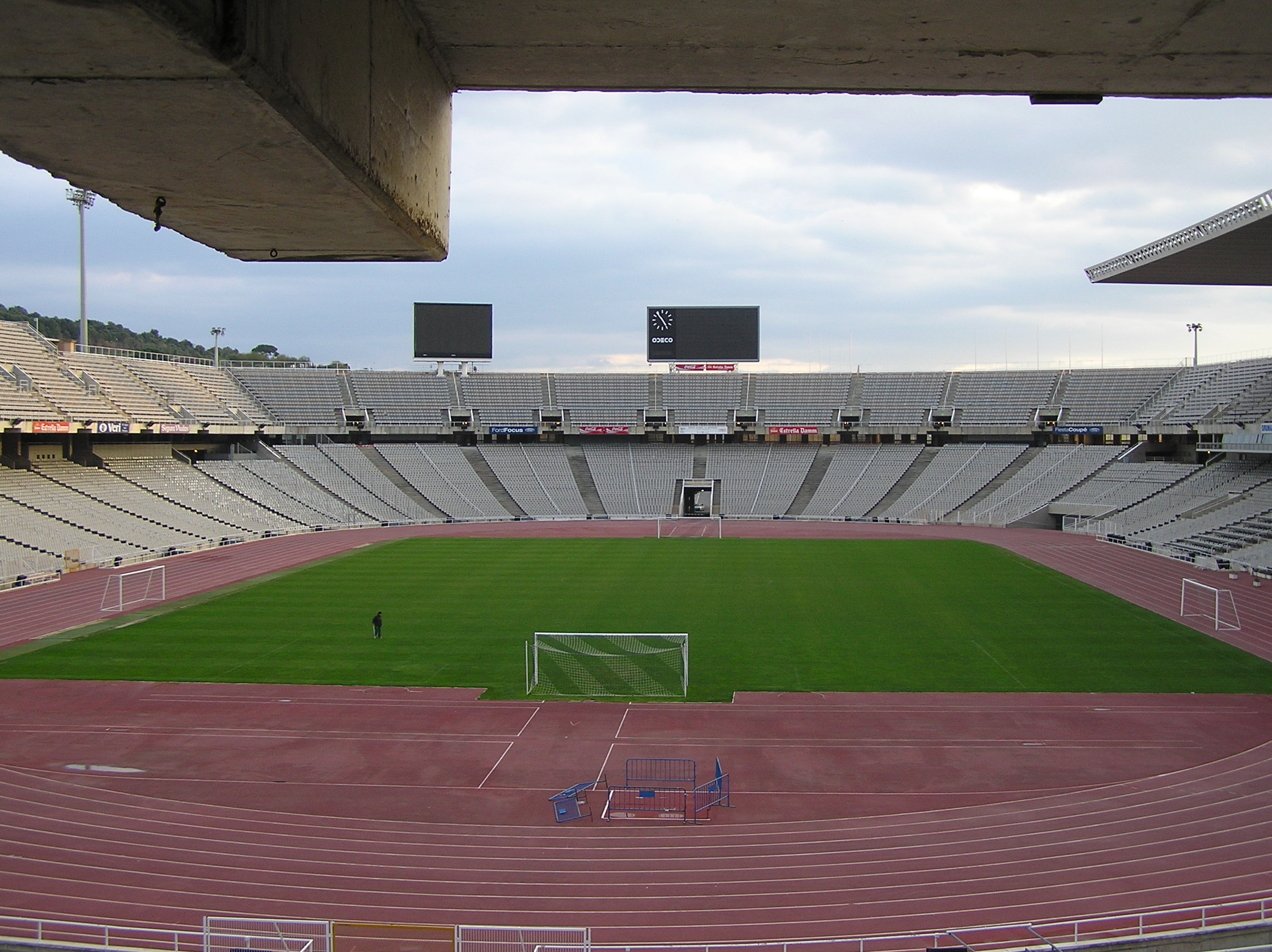
エスタディ・オリンピコ（オリンピック・スタジアム）

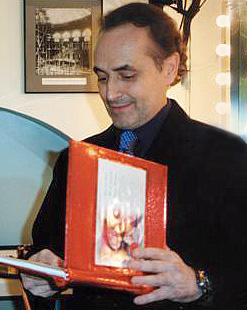
ホセ・カレーラス

文化的特徴に富み、美術、芸術面で著名な人物を輩出し続けるスペインらしく、開会式、閉会式ともに音楽監督でカタルーニャ生まれで世界的に人気の高いテノール歌手のホセ・カレーラスや、モンセラート・カバリェをはじめとする多くのスペイン人歌手の他にも多くのアーティストが参画し、近年でもまれに見る芸術性の高い開会式、閉会式であると絶賛された。

### 開会式
- フアン・カルロス1世によって開会が宣言された。
- 「三大テノール」の1人として世界的に著名なホセ・カレーラスが音楽監督を務めた。このこともあってか、数多くのオペラ歌手が出演した。プラシド・ドミンゴ、アグネス・バルツァ、モンセラート・カバリェ、テレサ・ベルガンサ・アルフレード・クラウス、ファン・ポンス・ジャコモ・アラガルの7人が開会式のフィナーレを飾った。
- モンセラート・カバリェと「バルセロナ」をデュエットしていたクイーンのフレディ・マーキュリーが登場する予定だったが、前年エイズで死去したため、開会式で歌われることはなかった[2]。また公式CDアルバムではマーキュリーと、マーキュリーが敬愛するカバリェがデュエットした「バルセロナ」が、急遽ボーナストラックとして追加された。
- ソプラノ歌手ジェシー・ノーマンが「アメイジング・グレイス」を歌った。
- 後半では坂本龍一が地中海の神話をモチーフにしたマスゲームの音楽「El Mar Mediterrani」を作曲、指揮した。
- 聖火台への聖火の点火には弓矢が用いられた。担当したのはパラリンピックのアーチェリー選手のアントニオ・レボージョであった。この演出については五輪史上最も劇的で美しいとの呼び声高い演出だった[3]。
- キューバの首相でありスペイン出身のフィデル・カストロ、フランスの大統領であるフランソワ・ミッテラン、日本の皇太子である徳仁らが列席した[4]。
- 旧ソ連統一チーム (EUN) の入場ではチーム名の "Équipe Unifiée", "Unified Team" が記載されたプレートと五輪旗のみならず構成国の国名プレートと国旗も先導した。チーム名と構成国の国名の場内アナウンスもされた[5]。

### 閉会式
- ホセ・カレーラスとイギリス人歌手のサラ・ブライトマンがテーマ曲「AMIGOS PARA SIEMPRE」を歌い、大きな盛り上がりを見せた。
- プラシド・ドミンゴがオリンピック旗降下の際、オリンピック賛歌を歌い、絶賛された。
- クリスティーナ・オヨスが「恋は魔術師」第8曲：火祭りの踊りを踊った。
- 当地出身のソプラノ歌手ビクトリア・デ・ロス・アンヘレスがカタルーニャ語で感動的な「鳥の歌」を歌い、曲が終わるところで聖火が静かに消えた。

## ハイライト
- 柔道男子78 kg級で、後に総合格闘家としても活躍する日本の吉田秀彦が金メダルを獲得した。吉田は大会直前に同71 kg級の古賀稔彦と練習（乱取り）を行ったが、その最中に古賀が左膝を負傷するという事故が発生した。しかし古賀はその負傷をおして出場し、吉田とともに金メダルを獲得している。
- この大会から柔道女子が正式種目となり、当時高校生であった田村亮子などが出場し、7階級で銀3個、銅2個を獲得したが、金メダルを獲得することはできなかった。
- 男子陸上400mで、日本の高野進が決勝進出し、8位に入賞した。日本のオリンピック短距離選手として1932年ロサンゼルス五輪の吉岡隆徳以来となる60年ぶりのファイナリストであった。
- 当時中学2年生で14歳になったばかりの岩崎恭子が、200 m平泳ぎで当時のオリンピックレコードを塗りかえ、金メダルを獲得した。
- 男子陸上マラソンでは、森下広一が1968年メキシコシティーオリンピックの君原健二以来24年ぶりの銀メダルを獲得した。
- 女子陸上では、マラソンの有森裕子が1928年アムステルダムオリンピックの800 mの人見絹枝以来64年ぶりの銀メダルを獲得した。
- レスリングはフリースタイル68kg級で、ロサンゼルス大会62kg級銀メダリストの赤石光生が銅メダルを獲得、これが大会唯一のメダルとなった。（不参加のモスクワ大会を除き）ヘルシンキ大会以降の連続メダル記録の面目は保ったものの、グレコローマンでは日本勢が3回戦までに全滅するなど不振が目立った。
- 男子バスケットボールでは、アメリカがNBAプレイヤーで固めた「ドリームチーム」を結成し、他チームを圧倒して金メダルを獲得した。
- この大会から野球が初の正式競技となり、アマチュア大会で無敗記録を続けていたキューバが金メダルを獲得した。またバルセロナオリンピック野球日本代表は予選リーグでキューバ、台湾に完敗し5勝2敗の2位で予選を通過。準決勝では台湾と再戦したが、郭李建夫の好投を許し敗戦。3位決定戦では3大会連続でアメリカと対戦し、8-3で勝利。3大会連続のメダルを確保し、背番号18を背負った伊藤智仁が1大会27奪三振のギネス世界記録。
- この大会からサッカーに年齢制限が導入された（前年の12月31日時点で23歳未満）。オーバーエイジ枠は無かった（導入は次大会から）。
- この大会からボクシングが、国家代表のみならず大陸代表でなければ出場不可能となった。ライト級2回戦で日本及びアジア代表の法大4年土橋茂之がフランス及びヨーロッパ代表のジュリアン・ロルシーに2RRSC負け。
- この大会からアパルトヘイトの緩和を受け、南アフリカの参加が承認された。1960年のローマオリンピック以来、32年ぶり（8大会ぶり）の参加となった。

## 競技会場
- アネラ・オリンピカ
  - エスタディ・オリンピック・リュイス・コンパニス（エスタディ・デ・モンジュイック）（開・閉会式、陸上競技）
  - パラウ・サン・ジョルディ（バスケットボール、ハンドボール、バレーボール）
  - Piscines Bernat Picornell（競泳、水球）
  - ピシーナ・ムニシパル・デ・モンジュイック（飛込、水球）
  - カタルーニャ国立体育研究所（レスリング）
  - マタロ（マラソンスタート）
  - バルセロナ・スポーツパレス（新体操、バレーボール）
  - パラウ・デ・ラ・メタル＝イルギア（フェンシング）
  - スペイン工業団地体育館（ウエイトリフティング）
- ディアゴナル大通り
  - カンプ・ノウ（サッカー決勝）
  - パラウ・ブラウグラナ（柔道、ローラーホッケー決勝、テコンドー）
  - レアル・クラブ・デ・ポロ・デ・バルセロナ（馬術）
  - エスタディ・デ・サリア（サッカー）
- ヴァル・デ・ヘブロン地区
  - アーチェリー場
  - Pavelló de la Vall d'Hebron（バスク・ペロタ、バレーボール）
  - Tennis de la Vall d'Hebron（テニス）
  - Velòdrom d'Horta（自転車競技）
- パルク・デ・マル地区
  - 旧バルセロナ北駅（卓球）
  - オリンピックハーバー（ヨット）
  - Pavelló de la Mar Bella（バドミントン）
- その他
  - バニョーレス湖（ボート）
  - エスタディ・オリンピック・デ・タラサ（ホッケー）
  - エスタディ・デ・ラ・ノバ・クレウ・アルタ（サッカー）
  - エスタディオ・デ・メスタージャ（サッカー）
  - エスタディオ・デ・ラ・ロマレーダ（サッカー）
  - ビラダカンス市営野球場（野球）
  - モンターニャ乗馬クラブ（馬術）

## 実施競技
- 陸上競技（詳細）
- 水泳
  -  競泳（詳細）
  -  飛込（詳細）
  -  水球（詳細）
  -  シンクロナイズドスイミング（詳細）
- サッカー（詳細）
- テニス（詳細）
- ボート（詳細）（en)
- ホッケー（詳細）
- ボクシング（詳細）
- バレーボール（詳細）

- 体操（詳細）
- バスケットボール（詳細）
- レスリング（詳細）
- セーリング（詳細）（en）
- ウエイトリフティング（詳細）
- ハンドボール（詳細）
- 自転車競技（詳細）
- 卓球（詳細）
- 馬術（詳細）
- フェンシング（詳細）（en）

- 柔道（詳細）
- バドミントン（詳細）
- 射撃（詳細）（en）
- 近代五種（詳細）（en）
- カヌー（詳細）（en）
- アーチェリー（詳細）（en）
- 野球（詳細）[6]
- テコンドー（詳細）（公開競技）（en）
- バスクペロタ（詳細）（公開競技）（en）
- ローラースケーティング（公開競技）
  -  ローラーホッケー（詳細）

## 各国・地域の獲得メダル数
| 順 | 国・地域           | 金 | 銀 | 銅 | 計  |
| -- | ------------------ | -- | -- | -- | --- |
| 1  | EUN                | 45 | 38 | 29 | 112 |
| 2  | アメリカ合衆国     | 37 | 34 | 37 | 108 |
| 3  | ドイツ             | 33 | 21 | 28 | 82  |
| 4  | 中国               | 16 | 22 | 16 | 54  |
| 5  | キューバ           | 14 | 6  | 11 | 31  |
| 6  | スペイン（開催国） | 13 | 7  | 2  | 22  |
| 7  | 韓国               | 12 | 5  | 12 | 29  |
| 8  | ハンガリー         | 11 | 12 | 7  | 30  |
| 9  | フランス           | 8  | 5  | 16 | 29  |
| 10 | オーストラリア     | 7  | 9  | 11 | 27  |

## 備考
- 最もメダルを獲得した国・地域EUNは旧ソ連の統一チームである。柔道の小川直也を破って金メダルを獲得したダビド・ハハレイシビリなどを擁するジョージア（グルジア）は当時、まだ独立国家共同体に加盟していなかったため[要出典]、地域名は EUN と表記された（詳細はオリンピックのEUN選手団を参照）。
- 南アフリカのアパルトヘイトに対する批判から、1960年ローマオリンピックを最後に南アフリカ代表は長らくオリンピックから追放されていたが、1991年にアパルトヘイト廃止を表明したことから今大会にて32年ぶりに復帰している。
- 2010年1月13日にバルセロナのエレウ市長が2022年冬季オリンピック開催地に立候補する意向を示したが、準備不足を理由に見送り、2026年の開催を目指していた。しかし、2015年6月にヘラルド・ピサレジョ副市長が立候補取り下げを表明した。同時期に活発化したカタルーニャ独立運動が関連している。その後も冬季オリンピックを招致するビジョンは存在するが、具体的な計画などは不明確である。